# Darren Till
Darren Till (Liverpool, 24 dicembre 1992) è un artista marziale misto, pugile ed ex kickboxer britannico.
Ha combattuto nella divisione dei pesi medi per l'organizzazione statunitense UFC, nel 2018 è stato contendente al titolo dei pesi welter, venendo tuttavia sconfitto da Tyron Woodley. È stato rimosso dal roster UFC il 1 marzo 2023, dopo aver perso 5 dei suoi ultimi 6 incontri. In precedenza ha militato nelle organizzazioni brasiliane Sparta MMA e Aspera Fighting Championship.

## Biografia
Till ha cominciato ad allenarsi nella Muay thai all'età di dodici anni diventando professionista a quindici; due anni dopo decide di cominciare ad allenarsi nelle MMA con il Team Kaobon.
Nell'agosto del 2012, durante una rissa scoppiata ad una festa, è stato pugnalato per due volte alla schiena mentre affrontava un gruppo numeroso: la lama evitò l'aorta per un solo millimetro e il suo allenatore gli consigliò quindi di recarsi in Brasile per allenarsi in modo da evitare le distrazioni di Liverpool. Sebbene inizialmente avesse deciso di rimanervi solo per sei mesi, vi restò per tre anni e mezzo, imparando la lingua e mettendo su famiglia. È tornato ad abitare nella sua città natale solo nel dicembre del 2016, mentre moglie e figlia sono rimaste in Brasile.

## Caratteristiche tecniche
Till è un lottatore completo nei vari aspetti del combattimento ma preferisce la lotta in piedi: nei suoi incontri, infatti, si affida principalmente alle sue ottime doti nello striking, grazie alle quali è stato in grado portare a termine gran parte dei suoi match.

## Carriera nelle arti marziali miste

### Inizi in Brasile
Agli inizi della sua carriera Till ha combattuto soprattutto nella zona di Santa Catarina, ottenendo un record da dilettante di 3-0. Il suo score arriva poi ad un totale di dodici vittorie e nessuna sconfitta prima di firmare per la UFC.

### Ultimate Fighting Championship
Debutta in UFC il 30 maggio 2015, battendo per KO Wendell de Oliveira; il 24 ottobre pareggia contro Nicolas Dalby (incontro premiato come Fight of the Night), mentre il 28 maggio 2017 batte per decisione unanime Jessin Ayari sebbene Till avesse sforato il limite di peso.
Il 2 settembre affronta il serbo Bojan Veličković a UFC Fight Night 115 trionfando per decisione unanime; l'incontro successivo cementa ulteriormente lo status di Till come uno dei maggiori prospetti della compagnia: pochi giorni dopo il successo su Veličković, infatti, viene scelto come avversario del veterano Donald Cerrone per UFC Fight Night 118; più volte oggetto del trash-talking dello statunitense nelle settimane precedenti, l'inglese prende l'iniziativa sin da subito sfruttando la caratteristica partenza lenta dell'avversario e, facendo leva sul suo striking superiore, si impone per KO tecnico sul finire del primo round. La prestazione gli vale il riconoscimento Performance of the Night.
Il 27 maggio 2018 batte per decisione unanime nella natia Liverpool l'ex contendente al titolo Stephen "Wonderboy" Thompson, sebbene molti addetti ai lavori avessero riconosciuto la vittoria dello statunitense; questa vittoria gli vale comunque il ruolo di primo sfidante al titolo detenuto da Tyron Woodley, incontro che ha luogo l'8 settembre 2018 nel main event di UFC 228: al secondo round, tuttavia, Till viene sconfitto per sottomissione perdendo quindi la propria imbattibilità.
Torna a combattere il 16 marzo 2019 ancora nella sua terra natale, ma nonostante il favore del pubblico viene sorprendentemente messo KO dall'ex street fighter Jorge Masvidal, inattivo da circa due anni.
Vince il successivo incontro con Kelvin Gastelum (split decision) e poi perde per decisione unanime contro Robert Whittaker . Nonostante queste prestazioni abbastanza deludenti, a detta degli esperti (ha infatti perso 3 degli ultimi 4 incontri disputati in UFC, e il solo vinto è per decisione non unanime) il ranking di Till resta molto buono (all'epoca è il n.4 del mondo). 
Avrebbe dovuto combattere contro Marvin Vettori il 10 Aprile 2021 nel main event di UFC Vegas 23, ma è costretto ad abbandonare a causa della rottura della clavicola, infortunio che si è procurato in allenamento a 10 giorni dal match.
Il 1 marzo 2023 viene ufficialmente rimosso dal roster UFC,dopo aver perso 5 degli ultimi 6 incontri.

## Carriera nel pugilato
Till annuncia l'ufficialità del suo debutto nel pugilato in un incontro contro l'ex campione messicano Julio César Chávez Jr. nell'undercard della sfida tra Jake Paul e Mike Tyson ma a causa di un problema di salute di Tyson, l'evento viene posticipato e l'incontro annullato.
Il 6 luglio 2024 sfida a Dubai, all'evento Social Knockout 3, l'artista marziale misto palestinese Mohammad Mutie in un incontro di esibizione, sconfiggendolo per ko tecnico.

### Misfits Boxing
Nel novembre 2024 firma con l'organizzazione fondata dallo youtuber KSI, Misfits Boxing. Avrebbe dovuto combattere contro il pugile britannico Tommy Fury ma quest'ultimo si ritira dopo che Till lo minaccia alla conferenza stampa di ricorrere a tattiche delle arti marziali miste nel caso stesse perdendo.
Debutta tra i professionisti il 18 gennaio 2025 sconfiggendo lo statunitense Anthony Taylor per ko tecnico alla sesta ripresa.
Il 16 maggio 2025 sfida a Derby l'ex artista marziale misto Darren Stewart vincendo per decisione unanime.

## Risultati nelle arti marziali miste
| Risultato | Record | Avversario               | Metodo                              | Evento                                   | Data             | Round | Tempo | Luogo                       | Note                              |
| --------- | ------ | ------------------------ | ----------------------------------- | ---------------------------------------- | ---------------- | ----- | ----- | --------------------------- | --------------------------------- |
| Sconfitta | 18-5-1 | Dricus Du Plessis        | Sottomissione (face-crank)          | UFC 282                                  | 10 dicembre 2022 | 3     | 2:43  | Las Vegas, Stati Uniti      |                                   |
| Sconfitta | 18-4-1 | Derek Brunson            | Sottomissione (rear-naked choke)    | UFC Fight Night: Brunson vs. Till        | 4 settembre 2021 | 3     | 2:13  | Las Vegas, Stati Uniti      |                                   |
| Sconfitta | 18-3-1 | Robert Whittaker         | Decisione (unanime)                 | UFC on ESPN: Whittaker vs. Till          | 26 luglio 2020   | 5     | 5:00  | Las Vegas, Stati Uniti      |                                   |
| Vittoria  | 18-2-1 | Kelvin Gastelum          | Decisione (non unanime)             | UFC 244: Masvidal vs. Diaz               | 2 novembre 2019  | 3     | 5:00  | New York, Stati Uniti       | Debutto ai pesi medi              |
| Sconfitta | 17–2–1 | Jorge Masvidal           | KO (pugno)                          | UFC Fight Night: Till vs. Masvidal       | 16 marzo 2019    | 2     | 2:55  | Londra, Inghilterra         |                                   |
| Sconfitta | 17–1–1 | Tyron Woodley            | Sottomissione (D'Arce choke)        | UFC 228: Woodley vs. Till                | 8 settembre 2018 | 2     | 4:19  | Dallas, Stati Uniti         | Per il titolo dei pesi welter UFC |
| Vittoria  | 17–0–1 | Stephen Thompson         | Decisione (unanime)                 | UFC Fight Night: Thompson vs. Till       | 27 maggio 2018   | 5     | 5:00  | Liverpool, Inghilterra      | Incontro catchweight              |
| Vittoria  | 16–0–1 | Donald Cerrone           | KO tecnico (pugni)                  | UFC Fight Night: Cerrone vs. Till        | 21 ottobre 2017  | 1     | 4:20  | Danzica, Polonia            | Performance of the Night          |
| Vittoria  | 15–0–1 | Bojan Veličković         | Decisione (unanime)                 | UFC Fight Night: Volkov vs. Struve       | 2 settembre 2017 | 3     | 5:00  | Rotterdam, Paesi Bassi      |                                   |
| Vittoria  | 14–0–1 | Jessin Ayari             | Decisione (unanime)                 | UFC Fight Night: Gustafsson vs. Teixeira | 28 maggio 2017   | 3     | 5:00  | Stoccolma, Svezia           | Incontro catchweight (79,8 kg)    |
| Pareggio  | 13–0–1 | Nicolas Dalby            | Parità (maggioranza)                | UFC Fight Night: Holohan vs. Smolka      | 24 ottobre 2015  | 3     | 5:00  | Dublino, Irlanda            | Fight of the Night                |
| Vittoria  | 13–0   | Wendell de Oliveira      | KO (gomitate)                       | UFC Fight Night: Condit vs. Alves        | 30 maggio 2015   | 2     | 1:37  | Goiânia, Brasile            | Debutto in UFC                    |
| Vittoria  | 12–0   | Laerte Costa e Silva     | KO tecnico (pugni)                  | MMA Sanda Combat                         | 9 maggio 2015    | 4     | 2:01  | Apucarana, Brasile          |                                   |
| Vittoria  | 11–0   | Guillermo Martinez Ayme  | Decisione (unanime)                 | Arena Tour MMA                           | 20 dicembre 2014 | 3     | 5:00  | Buenos Aires, Argentina     |                                   |
| Vittoria  | 10–0   | Sergio Matias            | Sottomissione (toe hold)            | Aspera Fighting Championship 14          | 29 novembre 2014 | 2     | 3:05  | Lages, Brasile              | Debutto nei pesi welter           |
| Vittoria  | 9–0    | Deivid Caubiack          | KO (pugno)                          | Aspera Fighting Championship 11          | 30 agosto 2014   | 1     | 1:35  | Curitibanos, Brasile        |                                   |
| Vittoria  | 8–0    | Cristiano Marquesotti    | Sottomissione (triangolo invertito) | Curitibanos AMG Fight Champion           | 9 novembre 2013  | 1     | 4:45  | Curitibanos, Brasile        |                                   |
| Vittoria  | 7–0    | Edson Jairo da Silva     | KO tecnico (ritiro)                 | Predador Campos Fight 2                  | 5 ottobre 2013   | 3     | 4:00  | Campos Novos, Brasile       |                                   |
| Vittoria  | 6–0    | Alexandre Pereira        | KO (pugno)                          | Encontro dos Espartanos                  | 10 agosto 2013   | 3     | 2:47  | Blumenau, Brasile           |                                   |
| Vittoria  | 5–0    | Pedro Keller de Souza    | KO (pugno)                          | Sparta MMA 7                             | 15 maggio 2013   | 2     | 1:54  | Balneário Camboriú, Brasile |                                   |
| Vittoria  | 4–0    | Paulo Batista            | KO (pugno)                          | Sparta MMA 6                             | 28 maggio 2013   | 1     | 1:24  | Itajaì, Brasile             |                                   |
| Vittoria  | 3–0    | Junior Dietz             | KO tecnico (pugni)                  | São João Super Fight: Forja de Campeões  | 4 maggio 2013    | 1     | 1:24  | São João Batista, Brasile   |                                   |
| Vittoria  | 2–0    | Muriel Giassi            | KO tecnico (pugni)                  | Tavares Combat 6                         | 6 aprile 2013    | 2     | 2:50  | Palhoça, Brasile            |                                   |
| Vittoria  | 1–0    | Luciano Oliveira Ribeiro | Decisione (unanime)                 | Sparta MMA 3                             | 23 febbraio 2013 | 3     | 5:00  | Balneário Camboriú, Brasile |                                   |

## Risultati nel pugilato

### Professionisti
| No. | Risultato | Record | Avversario     | Metodo | Data            | Round | Città      | Note |
| --- | --------- | ------ | -------------- | ------ | --------------- | ----- | ---------- | ---- |
| 2   | Vittoria  | 2-0    | Darren Stewart | UD     | 16 maggio 2025  | 8     | Derby      |      |
| 1   | Vittoria  | 1-0    | Anthony Taylor | TKO    | 18 gennaio 2025 | 6 (8) | Manchester |      |

### Esibizioni
| No. | Risultato | Record | Avversario     | Metodo | Data          | Round | Città | Note |
| --- | --------- | ------ | -------------- | ------ | ------------- | ----- | ----- | ---- |
| 1   | Vittoria  | 1-0    | Muhammad Mutie | TKO    | 6 luglio 2024 | 2 (4) | Dubai |      |